# Fujisawa Loser
"Fujisawa Loser" (jap. 藤沢ルーザー Fujisawa rūzā) − dwunasty singel japońskiej grupy muzycznej Asian Kung-Fu Generation, wydany 15 października 2008. Pochodzi z albumu Surf Bungaku Kamakura.

## Lista utworów
1. "Fujisawa Loser" (jap. 藤沢ルーザー Fujisawa rūzā)
2. "Hello Hello" (z The Rentals)

## Twórcy
- Masafumi Gotō – śpiew, gitara
- Kensuke Kita – gitara, śpiew
- Takahiro Yamada – gitara basowa, śpiew
- Kiyoshi Ijichi – perkusja
- Asian Kung-Fu Generation – producent
- Yūsuke Nakamura – projekt okładki